# С. Марија Фјумичело (Потенца)
С. Марија Фјумичело (итал. S.Maria Fiumicello) је насеље у Италији у округу Потенца, региону Базиликата.
Према процени из 2011. у насељу је живело 554 становника. Насеље се налази на надморској висини од 456 м.